# Championnats du monde de cyclisme sur piste 1992
Navigation
Stuttgart 1991 Hamar 1993
Les championnats du monde de cyclisme sur piste 1992 ont eu lieu au Palais vélodrome Luis Puig de Valence en Espagne en août 1992. En raison des Jeux olympiques de Barcelone, seules huit épreuves sont au programme : 7 pour les hommes et une pour les femmes. 
Ces championnats du monde sont dominés par les pistards allemands, vainqueur de trois titres sur les neuf mis en jeu.

## Résultats

### Hommes

#### Podiums professionnels
| Compétition            | Or                       | Argent                    | Bronze                          |
| ---------------------- | ------------------------ | ------------------------- | ------------------------------- |
| Keirin                 | Michael Hübner Allemagne | Stephen Pate Australie    | Frédéric Magné France           |
| Vitesse individuelle   | Michael Hübner Allemagne | Frédéric Magné France     | Erik Schoefs Belgique           |
| Poursuite individuelle | Mike McCarthy États-Unis | Shawn Wallace Royaume-Uni | Artūras Kasputis Lituanie       |
| Course aux points      | Bruno Risi Suisse        | Jonas Romanovas Lituanie  | Juan Esteban Curuchet Argentine |
| Demi-fond              | Peter Steiger Suisse     | Jens Veggerby Danemark    | Antonio Fanelli Italie          |

#### Podiums amateurs
| Compétition | Or                                      | Argent                                     | Bronze                            |
| ----------- | --------------------------------------- | ------------------------------------------ | --------------------------------- |
| Demi-fond   | Carsten Podlesch Allemagne              | David Solari Italie                        | Roland Königshofer Autriche       |
| Tandem      | Italie Gianluca Capitano Federico Paris | Tchécoslovaquie Lubomir Hargas Pavel Buráň | Australie Anthony Peden David Dew |

### Femmes
| Compétition       | Or                      | Argent              | Bronze                    |
| ----------------- | ----------------------- | ------------------- | ------------------------- |
| Course aux points | Ingrid Haringa Pays-Bas | Barbara Ganz Suisse | Janie Eickhoff États-Unis |

## Tableau des médailles
| Rang | Nation          | Or | Argent | Bronze | Total |
| ---- | --------------- | -- | ------ | ------ | ----- |
| 1    | Allemagne       | 3  | 0      | 0      | 3     |
| 2    | Suisse          | 2  | 1      | 0      | 3     |
| 3    | Italie          | 1  | 1      | 1      | 3     |
| 4    | États-Unis      | 1  | 0      | 1      | 2     |
| 5    | Pays-Bas        | 1  | 0      | 0      | 1     |
| 6    | Australie       | 0  | 1      | 1      | 2     |
| 6    | France          | 0  | 1      | 1      | 2     |
| 6    | Lituanie        | 0  | 1      | 1      | 2     |
| 9    | Danemark        | 0  | 1      | 0      | 1     |
| 9    | Royaume-Uni     | 0  | 1      | 0      | 1     |
| 9    | Tchécoslovaquie | 0  | 1      | 0      | 1     |
| 12   | Argentine       | 0  | 0      | 1      | 1     |
| 12   | Autriche        | 0  | 0      | 1      | 1     |
| 12   | Belgique        | 0  | 0      | 1      | 1     |
|      | TOTAL           | 8  | 8      | 8      | 24    |